# Guiri-Guiri
Pour les articles homonymes, voir Guiri.
Guiri-Guiri est une commune rurale située dans le département de Bassi de la province du Zondoma dans la région Nord au Burkina Faso.

## Géographie
Guiri-Guiri est situé à environ 10 km au sud-est du centre de Bassi, le chef-lieu du département, et à environ 20 km à l'est de Gourcy et de la route nationale 2 allant vers le nord-ouest du pays.

## Santé et éducation
Guiri-Guiri accueille un centre de santé et de promotion sociale (CSPS) tandis que le centre médical se trouve à Gourcy.
La commune possède une grande école primaire constituée de quatre bâtiments pour les classes.

## Culture
Le village possède une troupe notoire de chants et de danses traditionnels Kèma.